# Havenkwartier (Deventer)
Het Havenkwartier is een buurt aan de Mr. H.F. de Boerlaan en aan de Eerste Havenarm en Tweede Havenarm van de binnenhaven van Deventer. Het maakt van oorsprong deel uit van bedrijventerrein Bergweide.
In de buurt krijgen wonen, bedrijven, erfgoed, kunst en cultuur de ruimte, met een culturele broedplaats voor ogen. In en rond de loodsen zijn nieuwe woningen gerealiseerd, daarnaast zijn er ruim 90 ondernemers en organisaties gevestigd. Een opvallend oriëntatiepunt zijn de twee voormalige graansilo’s bij de haventoegang, die bekend staan als de Zwarte Silo en de Grijze Silo.

## Geschiedenis
Het Havenkwartier is gelegen tussen de Mr. H.F. de Boerlaan, Industrieweg Hanzeweg en Zutphenseweg en beslaat alleen de eerste en tweede havenarm. Het Havenkwartier is het oudste deel van industriegebied Bergweide. In 1925 werd de binnenhaven in gebruik genomen.Het Havenkwartier was tot 1920 een buitendijks gelegen weidegebied genaamd De Bergweide waar stadsboeren hun vee lieten grazen. Het was een beekdallandschap met rivierduincomplexen. Het industrieterrein is na 1920 aangelegd in het kader van de werkverschaffing, maar pas na de Tweede Wereldoorlog vestigden zich er velerlei ondernemingen. Een van de eerste bedrijven die er werden gevestigd was de graansilo van de firma A. Lammers, de zogenoemde 'Zwarte silo'. Bedrijven (gericht op scheepvaart) waren huiverig zich hier te vestigen, vanwege de wisselende waterhoogte die de bedrijfsvoering kon belemmeren. Om dit probleem te verminderen werd een vloeddeur aangelegd. Ook de  recessie in de jaren 1930 droeg bij aan de terughoudendheid van ondernemers, zodat het terrein nog lang braak bleef liggen.
Na de Tweede Wereldoorlog werd de waterstand in de haven beter geregeld door de aanleg van de Bernhardsluis. Het terrein rond de scheepvaartstraat kwam als eerste tot ontwikkeling, er werden ook niet-havengebonden industriepanden gebouwd zoals een pettenfabriek, een kofferfabriek, het bodecentrum en postzegelalbumfabriek DAVO. In al deze panden zijn karakteristieke dakspanten uit de (tijd van de) Marshallhulp aanwezig. In 1961 werd de 51 meter hoge Grijze silo gebouwd. Dit gebouw is van verre te zien en is nu een belangrijk element van het Deventer silhouet.

### Herontwikkeling
Het Havenkwartier wordt sinds ca. 2010 door de gemeente Deventer herontwikkeld. Een deel van het industrieterrein en de woonbebouwing aan de De Boerlaan is getransformeerd tot een "experimenteel eigentijds woon-werkmilieu". Bedrijfsgebouwen werden gesloopt of gerenoveerd om ruimte te bieden voor nieuwe bedrijvigheid of wonen. Er kwam ook ruimte voor culturele en recreatieve functies. Handhaving van de cultuurhistorisch waardevolle panden en infrastructuur behoorden tot de uitgangspunten.
De herontwikkeling is anno 2023 nog gaande: voor het gebied is geen taakstellende planning voor de totale ontwikkeling opgesteld. In het ontwikkelingsplan ‘Ruimte voor Ideeën’ heeft de gemeente gekozen voor stapsgewijze, vraaggestuurde verandering van het Havenkwartier. Ontwikkelingen worden gestuurd door hun eigen dynamiek, zo is er ruimte om een levendige stadswijk voor wonen, werken en cultuur te realiseren. In het ontwikkelingsplan zijn vijf ambities vastgesteld: Erfgoed als inspiratiebron, ontdekking van de haven, gewild wonen, werken in de stad en vrijplaats voor ideeën. Na de herontwikkeling zou de buurt een multifunctioneel industrieel historisch en stads karakter moeten hebben. 

## Bijzondere gebouwen
- Zwarte Silo: In 1923 kocht A.J. Lammers, aan de ingang van wat de nieuwe binnenhaven van Deventer zou worden, een stuk grond en liet er een silogebouw optrekken naar ontwerp van de Deventer architect Van Harte. De silo is 30 meter hoog. De buitenbekleding van het beton bestaat uit met fijn grind ingestrooid bitumen. De gemeente Deventer heeft het bouwwerk in 2012 verkocht aan BOEi (Nationale Maatschappij tot Restaureren & Herbestemmen van Cultureel Erfgoed B.V.) die het herbestemde tot restaurant.[8] Tot die tijd werd het complex jarenlang door SIED (Stichting Industrieel Erfgoed Deventer) gebruikt.[5]

- Grijze Silo: De Grijze Silo is een betonnen silo die in 1961 is gebouwd met behulp van de toen nieuwe zogenoemde glijbekistingtechniek. De karakteristieke silo, met een hoogte van 51 meter, vormt al meer dan vijftig jaar een baken voor Deventer en is onderdeel van het stadssilhouet.[5] Op de grijze silo broeden soms slechtvalken.

- Lucy in the Sky was een serie van drie microhotels, tot stand gekomen door een samenwerking van architecten en beeldend kunstenaars. Elk microhotel was ontworpen voor een specifieke locatie en bood een uniek uitzicht op de omgeving. De hotels zorgden voor wereldwijde media-aandacht voor het Havenkwartier.[5] De hotels zijn in 2017 gesloten.[9] Eén van de kunstwerk-hotels werd in 2018 als tuinhuis verkocht aan een echtpaar in Luttelberg, maar mocht op last van het bestemmingsplan niet blijven staan.[10]

## Broedplaats
Het Havenkwartier herbergt commerciële creatieve bedrijven, zoals studio's en ateliers van fotografen en vormgevers. Ook zijn er het atelier van kunstenaarsduo Dedden & Keizer en de expositieruimte van het Deventer KunstenLab gevestigd. Het Havenkwartier biedt tevens ruimte aan horeca en kleinschalige culturele en creatieve festivals.

## Afbeeldingen

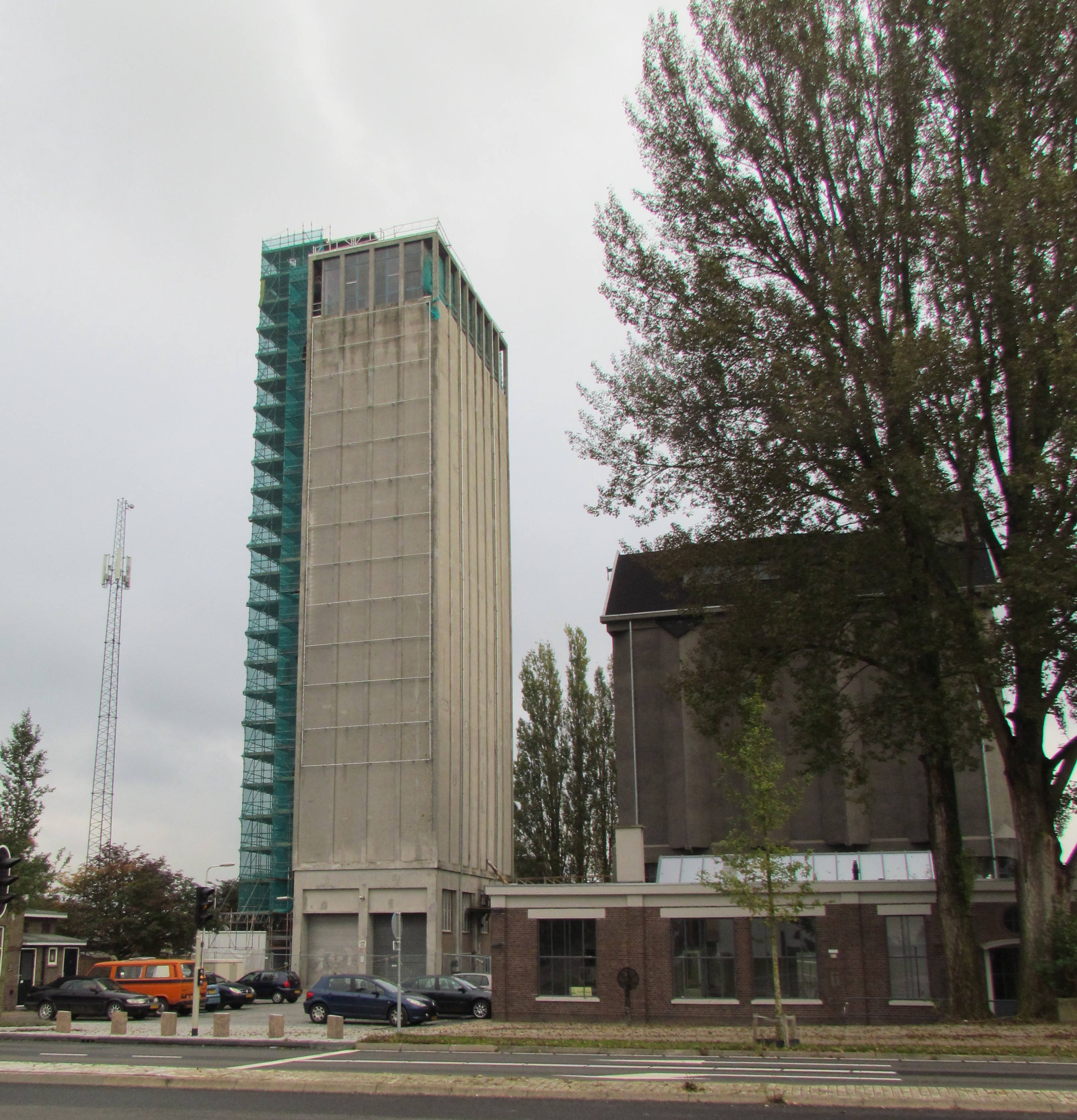
Voormalige graansilo's
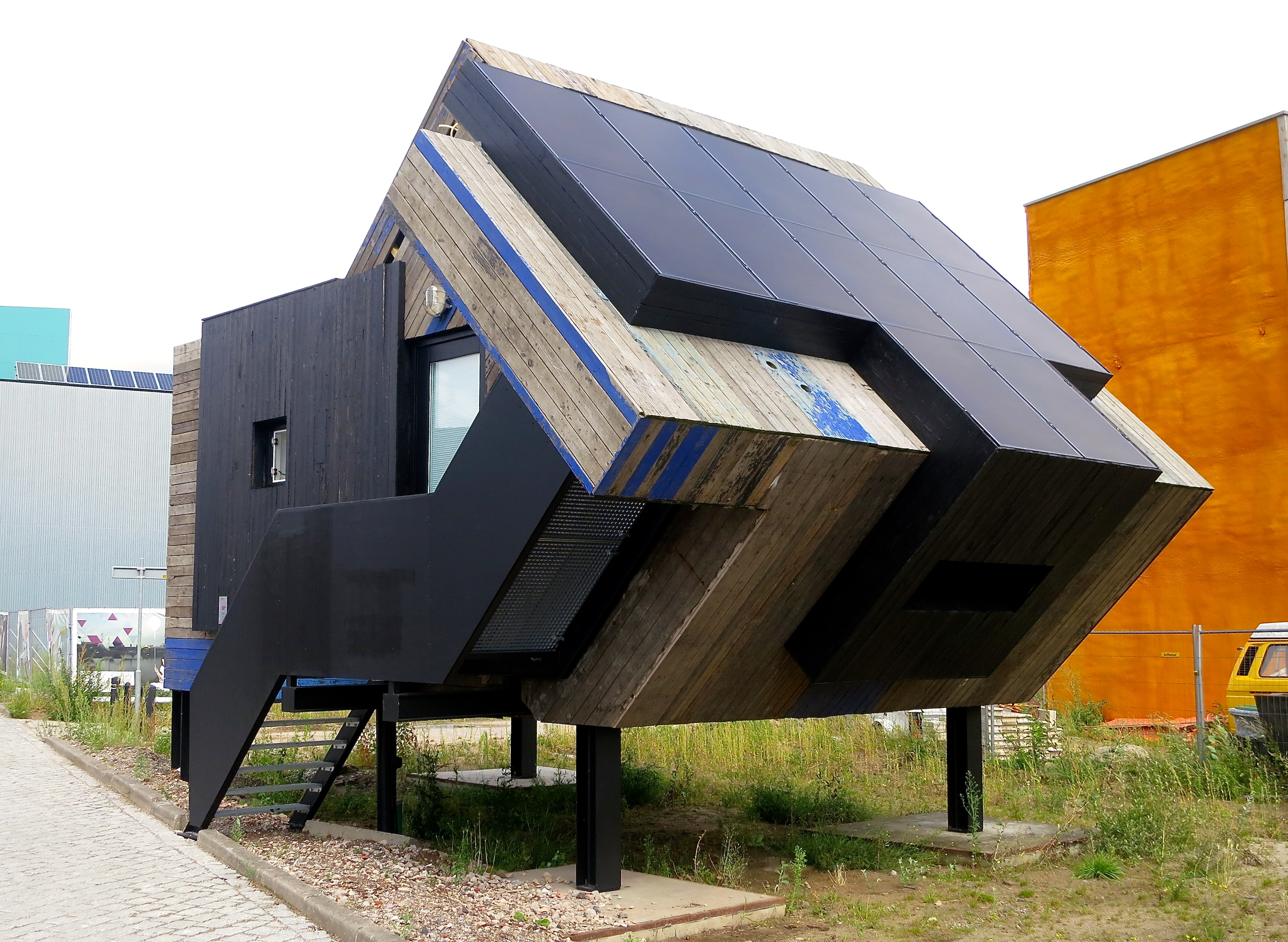
Eenkamerhotel Lucy Nomad (onderdeel van Lucy in the Sky)
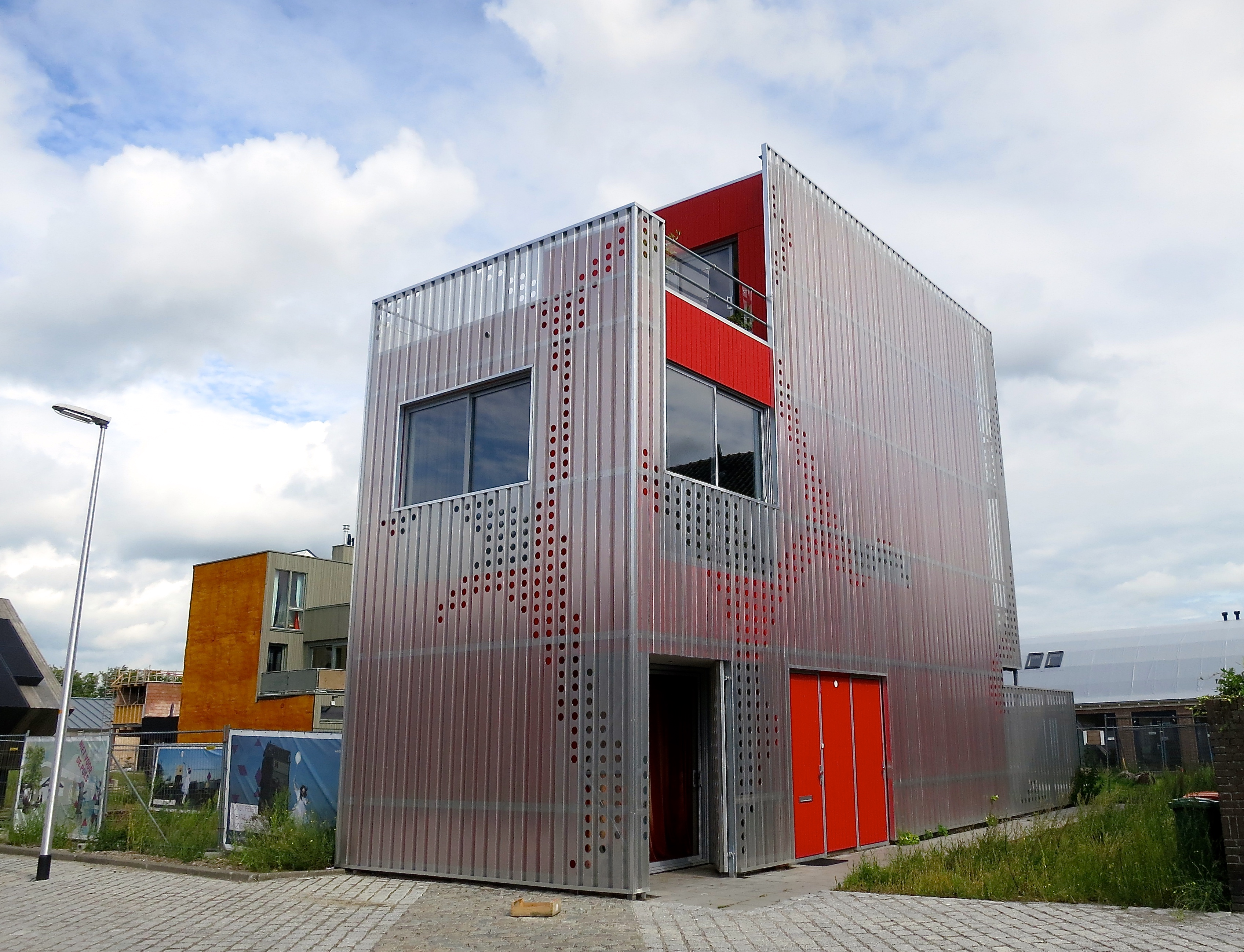
Zelfbouwwoning
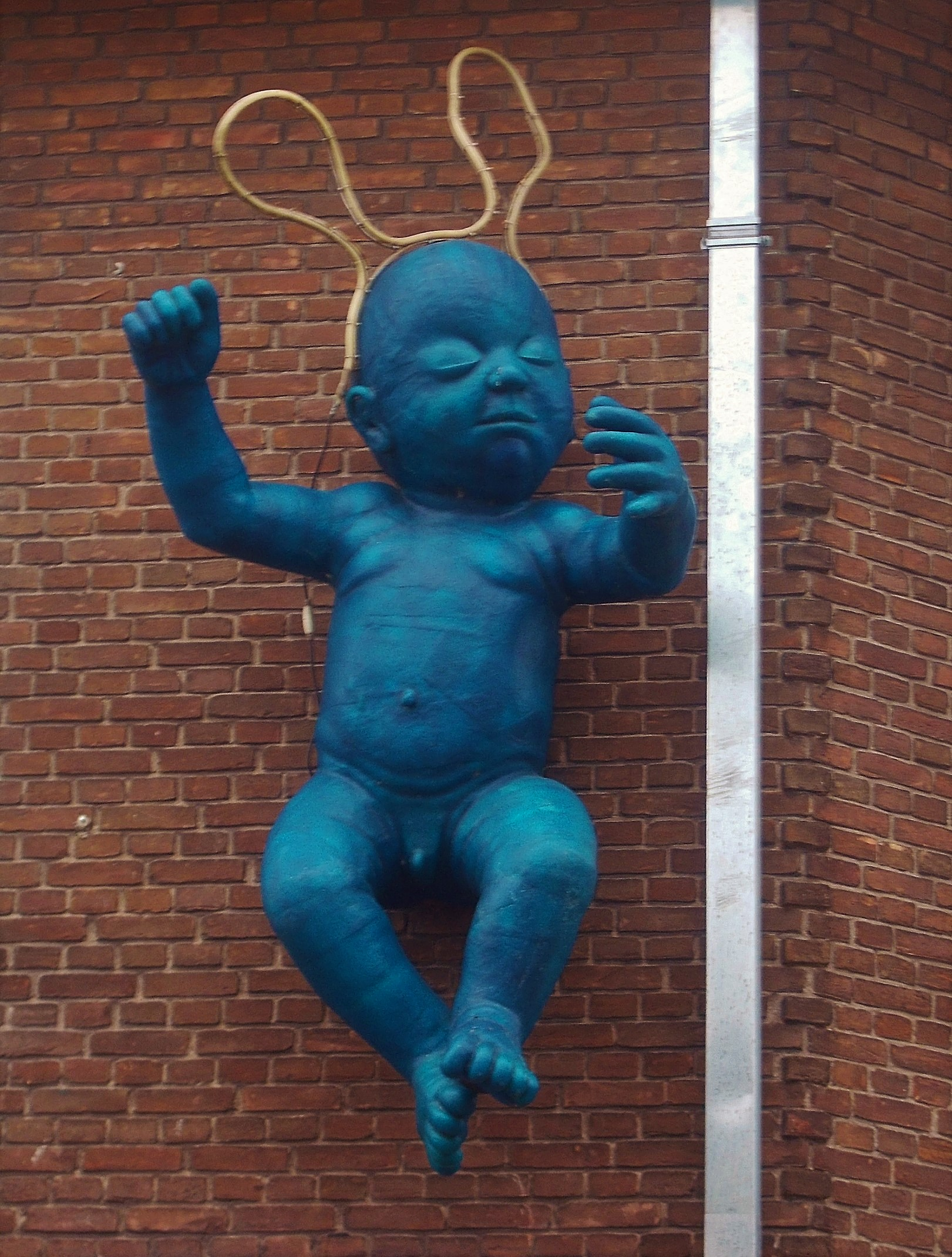
Gevel atelier Dedden & Keizer